# LM Sovra
LM Sovra (Landois Michel & Société de Vente et de Réparation Automobile) est un constructeur automobile français qui a eu une production artisanale pendant les années 1970 et 1980, tout d'abord avec des buggies, puis avec des dérivés de véhicules français de grande série.

## Historique
La Société de Vente et de Réparation Automobile est créée en 1968 par Michel Landois, qui donne ses initiales à tous les modèles produits. Ses ateliers sont établis à Corbeilles-en-Gâtinais (Loiret).
Le premier buggy, le LM1, classique, est présenté au Salon de l'auto de Paris en 1970. Il est suivi du LM2 en 1972, un buggy à la ligne beaucoup plus moderne.
Vient ensuite le LM3, toujours sur base de la Coccinelle de Volkswagen, mais cette fois-ci un coupé sportif de type break de chasse, c'est-à-dire une véritable automobile. La production de ce modèle est extrêmement limitée (seize exemplaires sortis de l'usine).
Au début des années 1980, Sovra se diversifie en proposant des dérivés cabriolet de modèles de grande série, avec peu de succès (LM4, LM5, LM6).
En 2001, Sovra est repris par la société AABLM (Auch Auto Buggy LM) et la production s'arrête définitivement en 2003.

## Modèles
- LM1, buggy.
- LM2, buggy aux lignes futuristes.
- LM3, coupé sportif, basé sur la Volkswagen Coccinelle.
- LM4, cabriolet dérivé de la Renault 5.
- LM5, cabriolet dérivé de la Peugeot 104 Z ou de la Citroën LN/LNA.
- LM6, cabriolet dérivé de la Renault 11 société.
- LM Renault, buggy sorti en 1972 et basé sur la Renault 4. Il semble que seulement 17 exemplaires soient sortis[2].

## Galerie

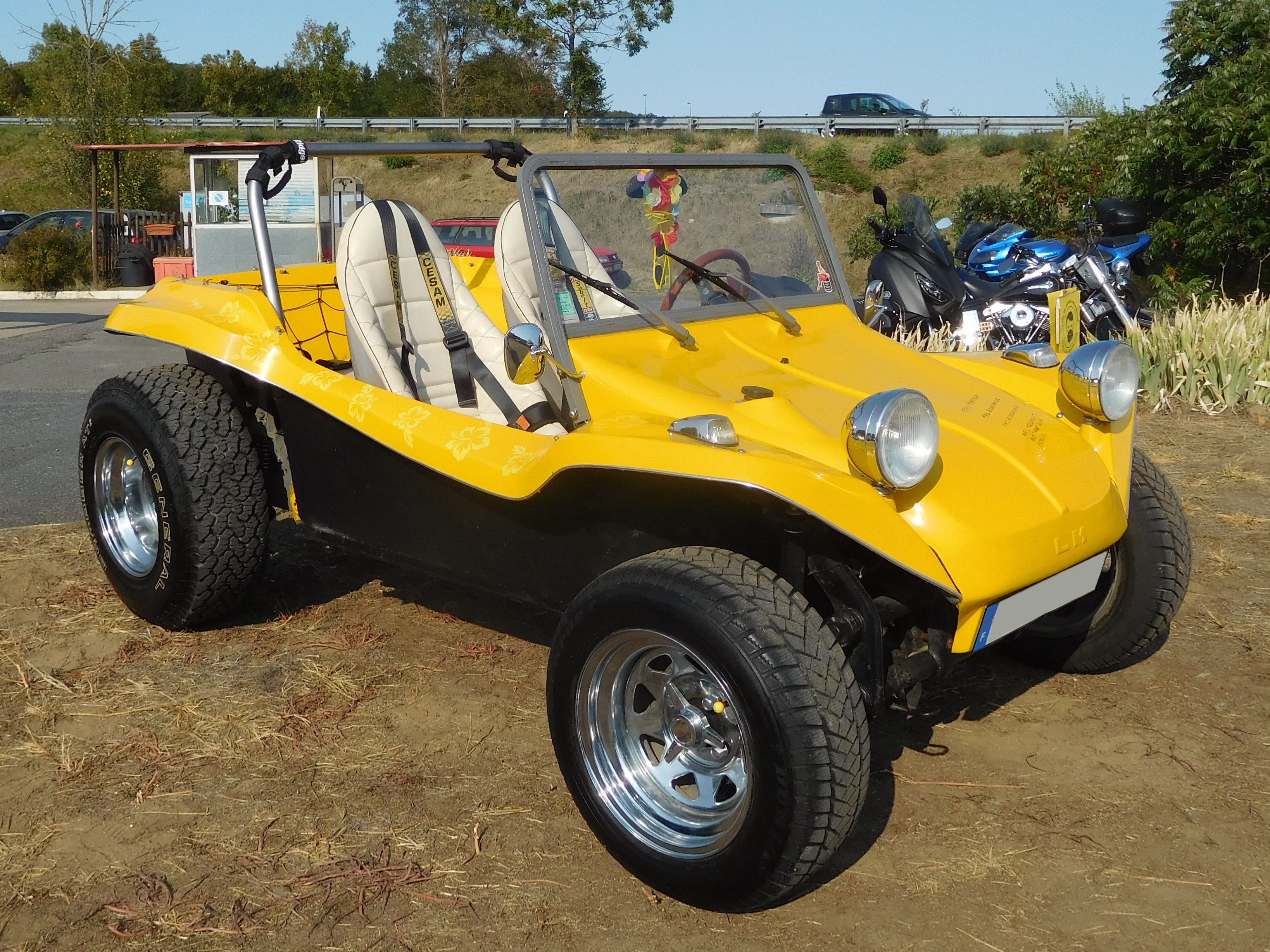
Sovra LM 1.
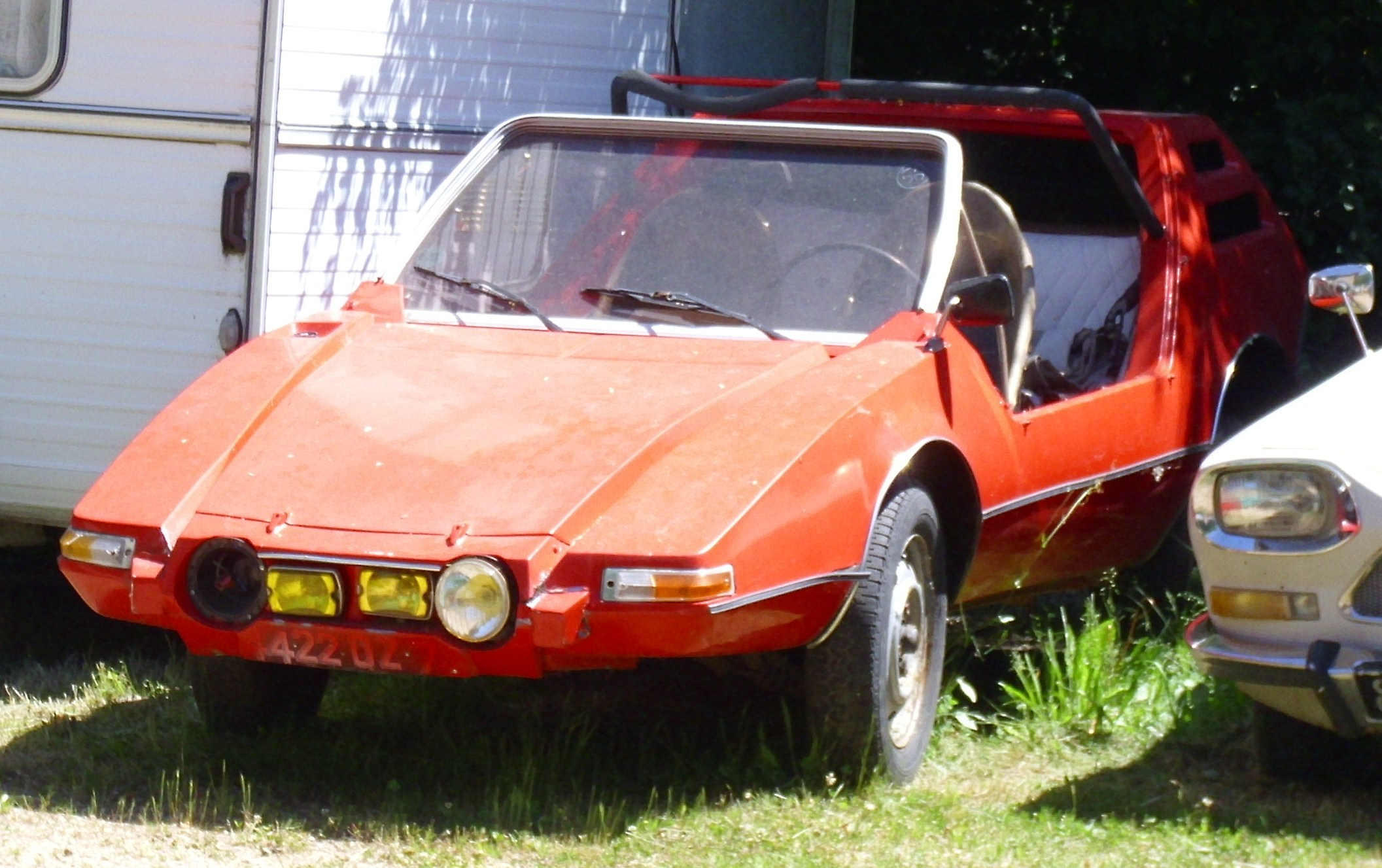
Sovra LM 2.
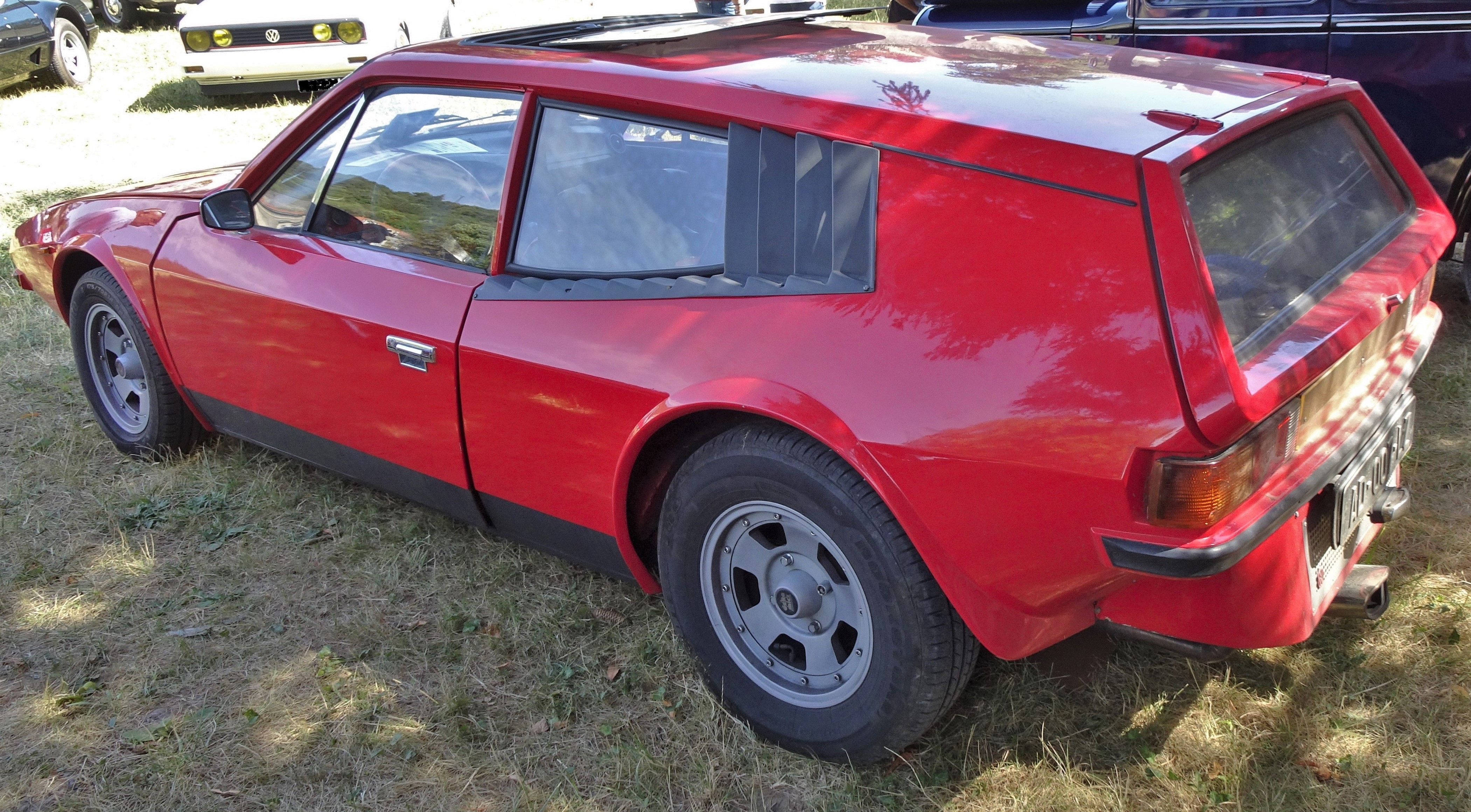
Sovra LM 3.
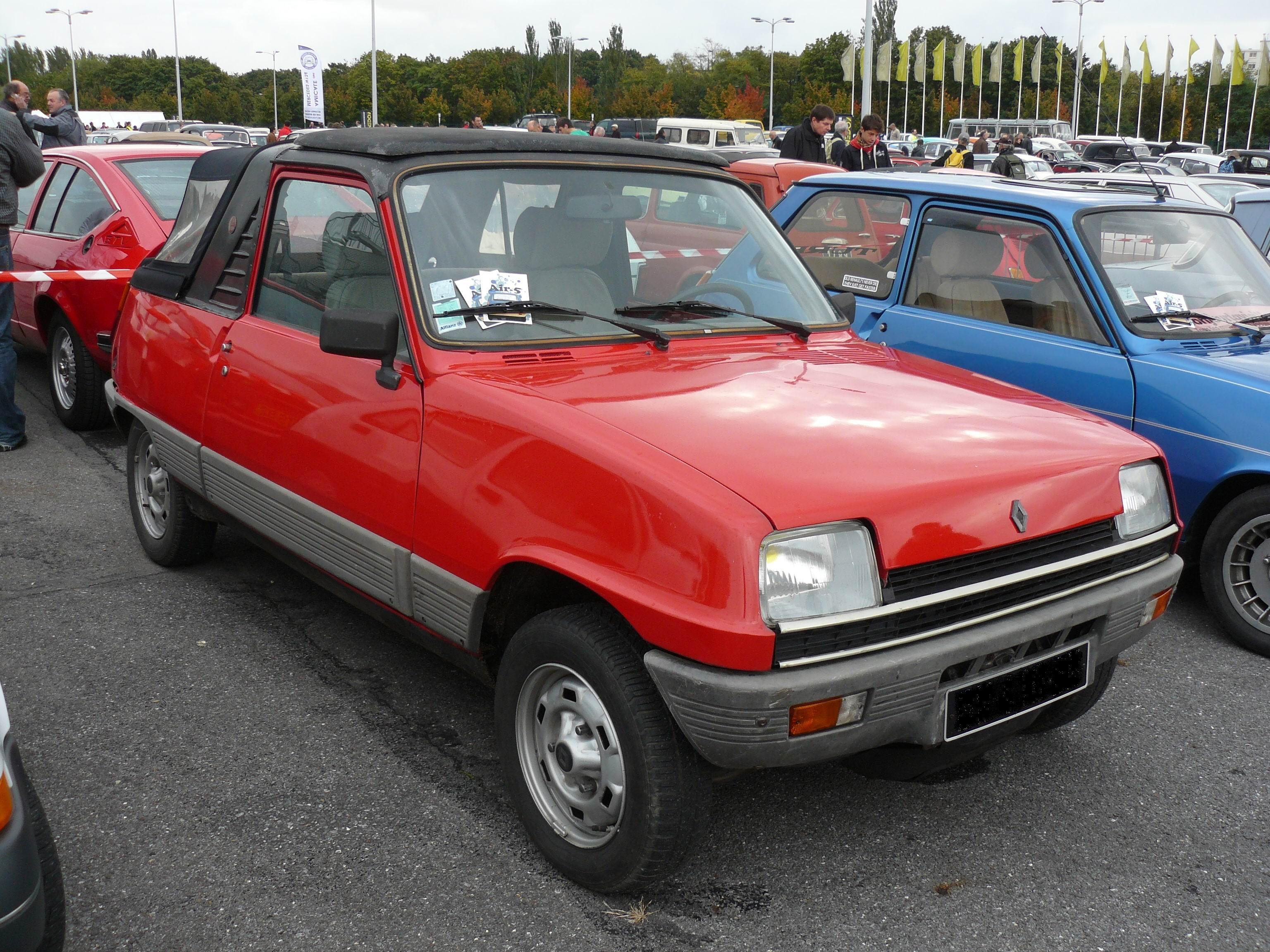
Sovra LM 4, avant…
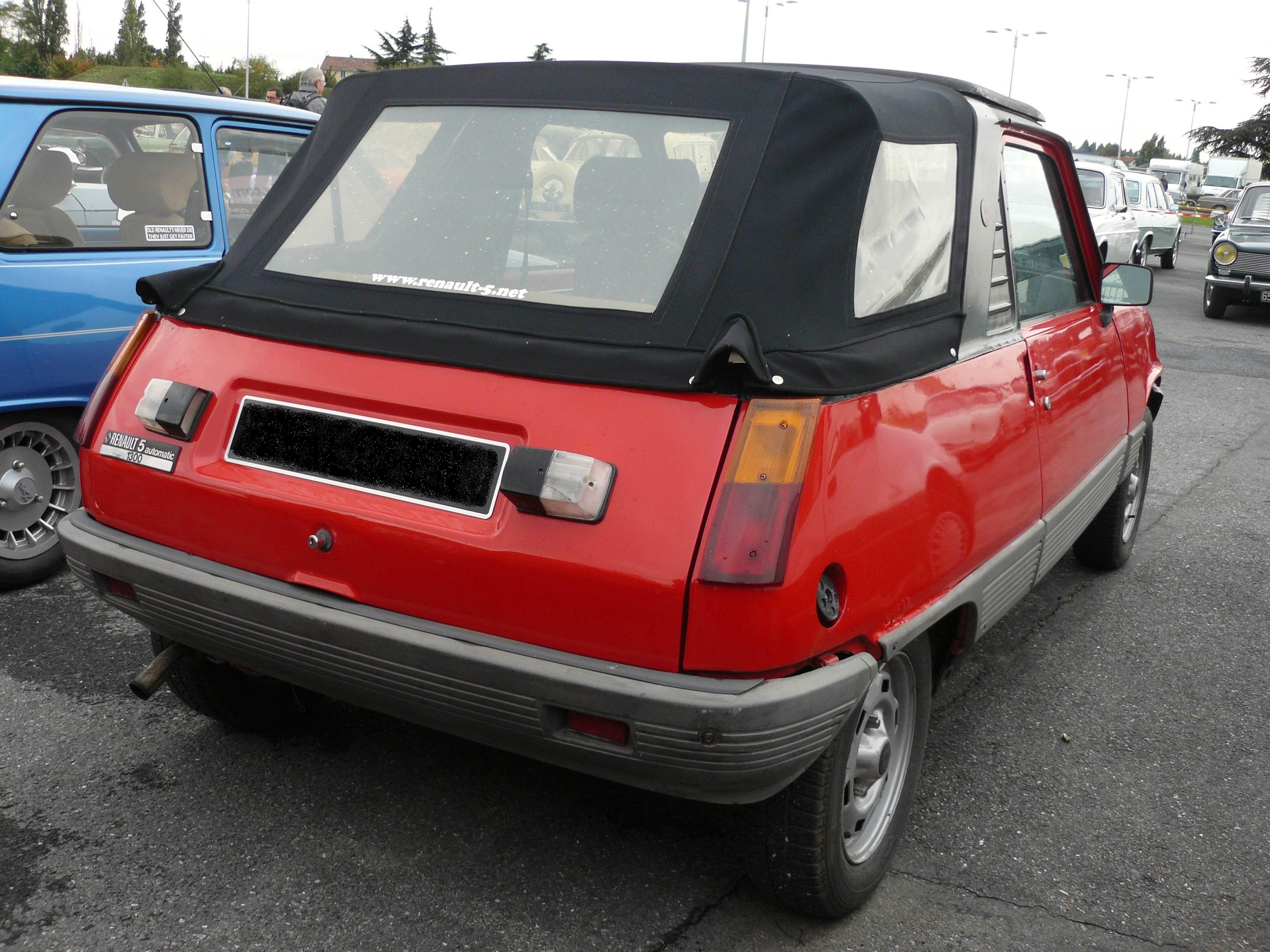
… et arrière.